# كندريك فاريس
كندريك فاريس (بالإنجليزية: Kendrick Farris) هو رباع أمريكي، ولد في 2 يوليو 1986 في شريفبورت في الولايات المتحدة.

## وصلات خارجية
- كندريك فاريس على موقع IMDb (الإنجليزية)

- كندريك فاريس على موقع اللجنة الأولمبية الدولية (الإنجليزية)
- كندريك فاريس على موقع أوليمبيديا (الإنجليزية)
- كندريك فاريس على موقع اللجنة الأولمبية والبارالمبية الأمريكية (الإنجليزية)